# あの日のスウィートメロディ
「あの日のスウィートメロディ」は、C&Kの19枚目のシングル。2021年4月7日に発売された。発売元はユニバーサルミュージック。

## 解説
前作『アサトヒカリ』から約8か月振りのシングル。
初回限定盤には、あの日のスウィートメロディのMV、「AYUMI 5」と題する千葉ドライブインライブの裏側や「あの日のスウィートメロディ」制作風景を収録。

## 収録曲
1. あの日のスウィートメロディ
（作詞：CLIEVY　作曲：CLIEVY、栗本修）
2. traveling carnival～移動式遊園地のテーマ～
（作詞・作曲：CLIEVY）
3. あの日のスウィートメロディ ～Radio ver.～
（作詞：CLIEVY　作曲：CLIEVY、栗本修）
4. あの日のスウィートメロディ(Instrumental)
5. traveling carnival～移動式遊園地のテーマ～(Instrumental)
6. あの日のスウィートメロディ ～Radio ver.(Instrumental)～